# 廖鴻章
廖鴻章（？—？），字羽明，號南崖，福建汀州府永定縣人，清朝政治人物。

## 生平
乾隆二年（1737年）丁巳恩科三甲第三十一名進士，選翰林院庶吉士，散館授檢討，掌教蘇州紫陽書院。

## 家族
父廖冀亨。兄廖鴻譽、廖王臣。廖鴻譽子廖瑛。孫廖文錦。